# すきなのかしら
『すきなのかしら？』（すきなのかしら）は、富沢珠緒による日本の漫画作品。『なかよし』（講談社）1987年4月号に掲載された読み切りである。それを表題作とした短編集について説明する。

## 収録作品
併録作品、収録順。
第2ボタンと白いチョコ
『なかよし』1986年3月号掲載。
けしゴムこねくしょん
『なかよしデラックス』1987年お正月号掲載。
ロマンス もっと!
『なかよしデラックス』1986年9月号掲載。
秋風にバトンタッチ
『なかよしデラックス』1986年11月号掲載。

## 書誌情報
- 富沢珠緒『すきなのかしら？』 講談社〈講談社コミックスなかよし〉、1987年7月6日発行（7月1日発売[1]）、ISBN 4-06-178580-X、全1巻